# 叶卡捷琳娜·戈蒂耶娃
叶卡捷琳娜（卡佳）·戈蒂耶娃（Ekaterina "Katia" Alexandrovna Gordeeva，1971年5月28日—），俄羅斯（前蘇聯）花式滑冰運動員，曾與其先夫谢尔盖·格林科夫搭檔奪得兩屆冬季奥林匹克運動會雙人滑冠軍及四面世界錦標賽雙人滑金牌。格林科夫過世後，她改而從事單人滑演出。

## 早年生活
戈蒂耶娃生於蘇聯時期的莫斯科，母親艾蓮娜（Elena Lvovna Gordeeva）是塔斯社的電報員，父親亞歷山大（Alexander Alexeyevich Gordeev）則是亞歷山德羅夫紅旗歌舞團的舞者。戈蒂耶娃後來回憶說，小時候父親常領著她運動。她有個小四歲的妹妹瑪麗亞（Maria Alexandrovna Gordeeva），一直住在莫斯科。戈蒂耶娃四歲開始滑冰，因為找不到合腳的小號冰鞋，母親只好讓她穿數層襪子再套上冰鞋。

## 雙人滑生涯

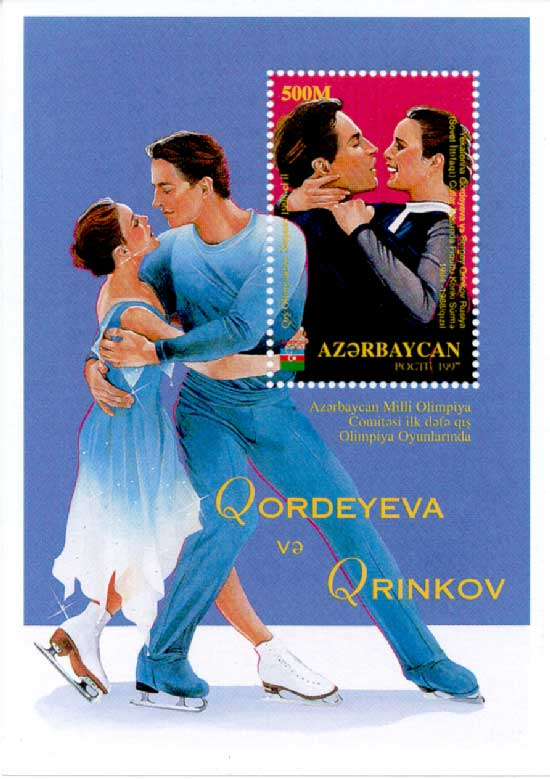
亞塞拜然1998年郵票上的戈蒂耶娃與格林科夫

1975年戈蒂耶娃進入莫斯科中央陸軍體育俱樂部的體育學校，接受滑冰訓練。她的跳躍不夠有力，因此1981年8月教練弗拉基米爾·札哈羅夫（Vladimir Zaharov）幫她挑選了雙人滑搭檔——謝爾蓋·格林科夫。格林科夫常常逃掉練習，教練一度想找人替代他，但戈蒂耶娃不肯，最後戈蒂耶娃與格林科夫更換了教練。
1985年戈蒂耶娃與格林科夫在美國的科羅拉多泉贏得世界青少年錦標賽冠軍，翌年兩人即得到第一座世界錦標賽冠軍，成為極少數接連得到世青賽與世錦賽冠軍的雙人滑組合，並在1987年衛冕世錦賽冠軍。儘管1987年11月格林科夫在一次表演中失手摔出戈蒂耶娃，致使戈蒂耶娃腦震盪住院休養一段時日，三個月後兩人仍在加拿大的卡加利奪得奧運金牌。直至今日，他們依然是最年輕的奧運雙人滑金牌組合。稍後的1988年世錦賽，由於自由滑失誤，他們得到亞軍，但在1989年、1990年兩人重登世錦賽冠軍寶座。戈蒂耶娃與格林科夫於1990年秋季退役，轉入職業，次年即榮獲職業滑冰世界冠軍，並在1992與1994年再度獲此榮銜。
戈蒂耶娃與格林科夫幾乎在所有他們參加的賽事中得勝——在三十一場成人與職業賽事中奪冠二十四次，且自從獲得世錦賽冠軍後，他們從未取得低於亞軍的名次。此外，他們也是極少數在國際賽事中完成四周捻轉的雙人滑組合。他們在1987年的世界盃輕鬆完成這個動作，同年的歐錦賽亦然，不過在當屆歐錦賽因為格林科夫的冰鞋的吊帶鬆動，以及兩人對規則的誤解（裁判示意停止甚至關掉音樂，但他們仍繼續滑完全曲），兩人被取消資格。
比賽不斷有好成績的同時，這對搭檔彼此之間也漸漸萌生愛意。據戈蒂耶娃回憶，兩人在1988年除夕夜第一次接吻。他們在1991年4月結婚，是年下半兩人到美國參與11月到次年4月的冰上之星巡演。1992年9月，兩人的女兒達莉亞·格林科娃（Daria Sergeyevna Grinkova）誕生，產後沒多久戈蒂耶娃就展開訓練，為冰上之星巡演做準備——新一季巡演由1992年11月進行到1992年4月。
當國際滑冰聯盟改變規則，准許職業滑冰者重拾奧運參賽資格，戈蒂耶娃與格林科夫決定回國參加1993到94賽季賽事。1994年2月，兩人在挪威利勒哈默尔得到第二面奧運金牌。戈蒂耶娃與格林科夫被許多人認為是史上最知名、最具影響力、最富藝術性，甚至可說是最偉大的雙人滑組合，他們常被簡稱為「G&G」，以高超的技術基本功聞名：「戈蒂耶娃與格林科夫最令人激賞的是滑行時不發出一點噪音；他們移動如此流暢，冰刀簡直是在對冰面耳語，而非刮過冰面。」
奧運結束後，兩人搬到康乃狄克州辛斯伯利，並回歸職業滑冰者身分，領銜參與了1994到95年的「冰上之星」巡演。這一年，戈蒂耶娃被時人雜誌選為「全球最美五十人」之一。是年夏，戈蒂耶娃與格林科夫被選入 世界滑冰名人堂，並計畫參加下一年度的「冰上之星」巡演。
1995年11月20日兩人如常在紐約州普萊西德湖的冰場練習，格林科夫卻突發心肌梗塞猝死，年僅二十八歲。稍後，醫生才發現格林科夫患有先天性心臟疾病。

## 單人滑生涯
1996年2月，戈蒂耶娃以單人滑表演者身分回到冰場。她第一個單人節目獻給先夫，曲目採用了馬勒第5號交響曲第四樂章，且僅僅公開演出兩次，第一次是在渥太華明托滑冰俱樂部預演，第二次是1996年2月27日在一個獻給格林科夫、許多知名滑冰運動員參與演出的電視節目「生命禮讚」（Celebration of a Life）。戈蒂耶娃表示，當晚她感覺到自己是跟格林科夫一起滑冰，以雙人的力量完成表演。 同年，她在作家史威夫特（E. M. Swift）協助下完成自傳《冰魂：我的謝爾蓋》，1998年2月CBS 播出了以此書為藍本的同名紀錄片。同年四月，她出版了第二本書《給達莉亞的信》。這一年，她在訪談中表示：「輝煌、與他共度的滑冰生涯已經結束了......我不會再參加奧運，現在我把滑冰視為工作。」
戈蒂耶娃1996年以單人滑運動員身分回歸「冰上之星」，此後每年她都參加巡演，直到2000年因懷孕而退出固定卡司行列。2000至2009年間，每年她還是會以客串明星的身分登場數次，但因家庭因素不再巡迴全部場次。2010年戈蒂耶娃回歸，參加了「冰上之星」二十五周年巡演。除了巡演及其他演出，戈蒂耶娃作為單人滑職業運動員也有不錯的成績——1997年她在職業世錦賽（the World Professional Championships）中得到女子單人滑亞軍。2000年之後她不再參賽，但依然持續表演。她主要演出單人滑，偶爾也有雙人的表演節目，曾和她合作的運動員包括阿尔图尔·德米特里耶夫、安東·西哈魯利澤、达维德·佩尔蒂埃、約翰·齊默曼等。1998至99季度的「冰上之星」巡演中，她與俄羅斯運動員伊利亞·庫里克、葉蓮娜·别奇克、丹尼斯·佩特诺夫表演四人的節目，展示了她雙人滑的技巧。1999到2000年的巡演中，她與庫利克有浪漫的雙人表演。
2008年戈蒂耶娃參加了俄羅斯的冰舞真人實境秀《Ice Age 2》（英國電視節目「《花樣冰舞》」的俄國版），她與演員葉戈爾·别洛耶夫搭檔並奪得冠軍。2010年她則與冰球運動員瓦列里·布列 搭檔參加加拿大實境秀《冰刀之戰》第四季，同樣獲得冠軍。
戈蒂耶娃曾代言一些產品，其中最有名的是她與塔吉特百貨公司的合約，該公司曾推出兩款以她為名的香水（「Katia」與「Katia Sport」）。此外，她也曾為勞力士代言。1997年戈蒂耶娃曾與女兒達莉亞一起演出電視電影《Snowden on Ice》，次年的續集《Snowden's Raggedy Ann and Andy Holiday Show》也可以看到她們母女的身影，她還曾與女兒一同拍攝牛奶公益廣告。
2001年戈蒂耶娃成為萊諾克斯瓷器塑像的主題，該塑像名為「卡提亞的生命禮讚（Katia's Celebration of Life）」，描繪她在獻給格林科夫的節目中表演後仰旋轉。她也曾是2003年《運動畫刊泳裝特輯》的焦點運動員。2003年她在母親節特別電視節目中，首次和女兒達莉亞一同在冰上演出，2005年及2006年她們又在艾美·葛蘭特的「世界兒童」（Children of the World）及克麗斯蒂·山口的「家庭與朋友」（Family & Friends）節目中演出。2007年克麗斯蒂·山口的同一節目中，母女表演由二人增添為三人——戈蒂耶娃的小女兒莉莎（Liza）也加入演出，隨著花豹少女隊「思鄉病」（Homesick）的歌聲起舞。然而，達莉亞在同年稍晚放棄了滑冰。
2007年戈蒂耶娃參演了提醒大眾關注心臟疾患的公益演出「為心而滑」（Skate for the Heart），以紀念格林科夫。2008年她在俄羅斯演出電視節目「Ice Age 2」期間，也特別飛回美國，第二次參演「為心而滑」。這一次她是為了紀念自己的父親亞歷山大·戈蒂耶夫——他在同年稍早死於心臟病。
除了參與滑冰表演，戈蒂耶娃也從事編舞與教練工作。2012年她與第二任丈夫伊利亞·庫里克在加州的森林湖，開設了提供花式滑冰訓練環境的冰場。

## 私生活
戈蒂耶娃與格林科夫於1991年4月20日公證結婚，並在28日舉行教堂婚禮。1992年9月11日兩人的女兒達莉亞·格林科娃（Daria Sergeyevna Grinkova）在紐澤西州莫里斯敦誕生。1995年11月格林科夫於訓練中猝逝，隨後移靈莫斯科，在當年他們受訓的中央陸軍體育俱樂部冰場舉行葬禮。是年戈蒂耶娃二十四歲，達莉亞僅僅三歲。
1999年8月14日「冰上之星」同僚集體出席了保羅·懷利的婚禮，婚禮合照登上了《明星周刊》等報刊，其中1998長野冬奧男子單人滑冠軍伊利亞·庫里克與戈蒂耶娃手牽手站在一起，記者以文字附註標明「戈蒂耶娃與她的新歡庫里克第一張公開合影」，曝光了他們的戀情。戈蒂耶娃於2001年6月15日生下二女兒伊莉莎薇塔·庫里克（Elizaveta Ilinichna Kulik，小名莉莎Liza），次年6月10日戈蒂耶娃與庫里克在舊金山低調完婚。
戈蒂耶娃與她的家人定居加州，2003年他們曾搬到康乃狄克州，但2007年夏天又搬回洛杉磯近郊，定居纽波特比奇。戈蒂耶娃、庫里克、達莉亞與伊莉莎薇塔全家第一次在電視節目亮相，是2005年上克麗斯蒂·山口的節目，2006年、2007年他們也在該節目登場。他們在家以俄語交談，並且常回到俄國旅行。
她與庫里克於2015年仳離 。

## 歷年節目
與谢尔盖·格林科夫：
| 赛季      | 短節目                                                       | 自由滑 | 表演 |
| --------- | ------------------------------------------------------------ | --- | --- |
| 1994–1995 |                                                              | | 出自安魂彌撒曲： - Dies Irae - Lacrymosa - Sanctus 朱塞佩·威爾第作曲 - 練聲曲 拉赫曼尼諾夫作曲 - The Man I Love 艾拉·費茲潔拉演唱 - Out of Tears 滾石樂隊演唱 - Crazy for You 喬治·蓋希文作曲 - 風中奇緣      |
| 1993–1994 | - Zapateado - Farrucas by Pepe Romero                        | - 悲愴奏鳴曲 - 月光奏鳴曲 貝多芬作曲 霍羅威茨演奏                                                                      | - 幻想曲 德布西作曲 - 波吉和貝絲 喬治·蓋希文作曲 |
| 1990–1993 |                                                              | | - 瑪麗亞 出自西城故事 雷納德·伯恩斯坦作曲 - 雙人舞 出自胡桃鉗 柴可夫斯基作曲 - A Whole New World 出自阿拉丁 - 丑角 魯傑羅·萊翁卡瓦洛作曲 - 天方夜譚組曲 里姆斯基-科薩科夫作曲 - 萬世巨星 安德魯·洛伊·韋伯作曲 |
| 1989–1990 | - Mambo No.5/Mambo Jambo Perez Prado作曲                     | - 羅密歐與朱麗葉幻想序曲 柴可夫斯基作曲                                                                                | - Still Loving You 蠍子樂隊作曲 - 冥想曲 黛依絲 儒勒·馬斯內作曲 - Cha Cha Cha |
| 1988–1989 | - 塞維利亞的理髮師 喬奇諾·羅西尼作曲                         | - 蝙蝠 小約翰·史特勞斯作曲                                                                                             | - Liebestraum 弗朗茨·李斯特作曲 |
| 1987–1988 | 出自卡門: - Les Toreadores - La garde montante 喬治·比才作曲 | - 四號交響曲 孟德爾頌作曲 - 第二號鋼琴協奏曲 - 革命練習曲 - 第一號鋼琴協奏曲 蕭邦作曲 - 序曲 出自費加洛婚禮 莫札特作曲 | - 喀秋莎 |
| 1986–1987 | - Jazz medley                                                | - Caravans 艾靈頓公爵作曲                                                                                              | |
| 1985–1986 | - Temptation Rag Claude Bolling作曲                          | - Caravans - Send in the Clowns                                                                                        | - Fly, doves! 杜那耶夫斯基作曲 |
| 1984–1985 |                                                              | | |
| 1983–1984 | - 希臘左巴 米基斯·提奥多拉基斯作曲                           | | |

## 賽事成績
與谢尔盖·格林科夫：
| 國際           | 國際    | 國際    | 國際    | 國際    | 國際    | 國際    | 國際    | 國際    | 國際    | 國際    | 國際    |
| 赛事           | 1983–84 | 1984–85 | 1985–86 | 1986–87 | 1987–88 | 1988–89 | 1989–90 | 1990–91 | 1991–92 | 1992–93 | 1993–94 |
| -------------- | ------- | ------- | ------- | ------- | ------- | ------- | ------- | ------- | ------- | ------- | ------- |
| 奧運           |         |         |         |         | 1st     |         |         |         |         |         | 1st     |
| 世錦賽         |         |         | 1st     | 1st     | 2nd     | 1st     | 1st     |         |         |         |         |
| 歐錦賽         |         |         | 2nd     | WD      | 1st     |         | 1st     |         |         |         | 1st     |
| 友好運動會     |         |         |         |         |         |         | 1st     |         |         |         |         |
| 加拿大盃       |         |         | 1st     | 2nd     |         |         |         |         |         |         | 1st     |
| NHK盃          |         |         |         |         |         |         | 1st     |         |         |         |         |
| 莫斯科新聞報盃 |         |         | 4th     |         | 1st     |         |         |         |         |         |         |
| 國際（青少年） |         |         |         |         |         |         |         |         |         |         |         |
| 世青賽         | 5th     | 1st     |         |         |         |         |         |         |         |         |         |
| 國內           |         |         |         |         |         |         |         |         |         |         |         |
| 俄錦賽         |         |         |         |         |         |         |         |         |         |         | 1st     |
| 蘇聯錦標賽     |         | 6th     | 2nd     | 1st     |         |         |         |         |         |         |         |
| 其它           |         |         |         |         |         |         |         |         |         |         |         |
| 職業世錦賽     |         |         |         |         |         |         | 2nd     | 1st     | 1st     |         | 1st     |
| WD = 退賽      |         |         |         |         |         |         |         |         |         |         |         |

## 出版作品

### 冰魂：我的謝爾蓋
冰魂：我的謝爾蓋（My Sergei: A Love Story）, 戈蒂耶娃與《運動畫刊》記者史威夫特合著的回憶錄，於1996年出版。簡體中文版由韓穎翻譯，上海東方出版社出版。
這部回憶錄曾登上紐約時報暢銷書排行榜，其中刊出了許多戈蒂耶娃與格林科夫早年的黑白照，以及他們參加「冰上群星」巡演及其他演出的彩色照片。電視電影紀錄片版本由俄國雙人滑組合伊蓮娜·別列日娜亞／安東·西哈魯利澤扮演戈蒂耶娃與格林科夫，並包含許多親友訪談以及歷年滑冰檔案畫面。

### 給達莉亞的信
1998年出版的童書給達莉亞的信（A Letter for Daria），由戈蒂耶娃寫給女兒達莉亞的信構成，信中講述她的童年回憶、滑冰生涯、俄美文化差異，以及家庭的重要性，並附上一些私人照片。

## 外部連結
- 叶卡捷琳娜·戈蒂耶娃的X（前Twitter）（英文）
- Ekaterina Gordeeva在互联网电影资料库（IMDb）上的資料（英文）
- Gordeeva and Grinkov Corner website
- A Kind of Magic
- Pairs on Ice: Gordeeva & Grinkov